# Steiner Miklós Hubert
Steiner Miklós (Szentkút, 1872. március 12. – Csorna, 1942. május 6.) szerzetes, prépost, tanár, felsőházi tag.

## Élete
Középfokú tanulmányokat a premontrei rend gimnáziumában folytatott Szombathelyen. 1891-ben kérte felvételét a premontrei rendbe. Teológiai tanulmányokat Csornán folytatott, 1895 augusztus 15-én szerzetesi fogadalmat tett, még ezen év október 19-én pappá szentelték. Ezek után a budapesti tudományegyetemen folytatott tanulmányokat mennyiségtan-természettan szakon. Nagyon jól tanult, hamar felvették az Eötvös József Collegiumba. A kollégiumban Bartoniek Géza fizika tanár volt rá nagy hatással, Steiner érdeklődése a fizika tudomány felé fordult. 1907-ben kapta kézhez középiskolai tanári oklevelét. Keszthelyen, majd Szombathelyen tanított, Szombathelyen ő látta el az iskolaigazgatói teendőket is. Jeles fiatal fizikus tanártársa Novobátzky Károly, híres tanítványa Náray-Szabó István volt. 1933-tól tankerületi főigazgatói teendőket látott el, 1935. június 1-től csornai prépost és a magyarországi felsőház tagja volt. 1937-től a premontrei rend vikárius generálisává választották.
Már 1904-ben megírta kötetét a középiskolai fizika oktatásról. A korszakban nagy szerepe volt a középiskolai értesítőknek, amelyek értékes tudományos közleményeket, helytörténeti írásokat tartalmaztak, ezek szerkesztését vállalta.

## Társasági tagság
- A szombathelyi iskolaszék elnöke;
- A Műemlékek Országos Bizottságának levelezője.

## Főbb művei
- A fizikai oktatás középiskoláinkban. (1904)
- A Csornai Premontrei Kanonokrendi Szent Norbert-Gimnázium értesítője
- Szombathelyi római katolikus főgimnázium 1911/12–1919/20. értesítője. (Szombathely, 1912–1920)
- A középiskola reformja. (Szombathely, 1914)